# حريق متحف البرازيل الوطني
في 2 سبتمبر 2018 الساعة 19:30 بالتوقيت المحلي (2 سبتمبر الساعة 22:30 بالتوقيت العالمي)، اندلعَ حريق كَبير في قصر سانت كريستوفر والذي يضم متحف البرازيل الوطني في ريو دي جانيرو. كانت ردود الأفعال على الخسارة التراثية سريعة جدًا، حيثُ يتضمن المُتحف أكثر من 20 مليون قطعة جُمعت على مدار أكثر من مئتي عام، وقد وصفَ رئيس البرازيل ميشال تامر فقدان التراث التاريخي والثقافي بأنهُ «لا يُمكن حسابه». لم يُحدد بعد سبب اندلاع الحريق، ولكنه قد يكون مُتصلًا بالنقص المُستمر في التمويل المتاح للمتحف في العقد السابق. لم يتم الإبلاغ عن أي إصابات.

## خلفية

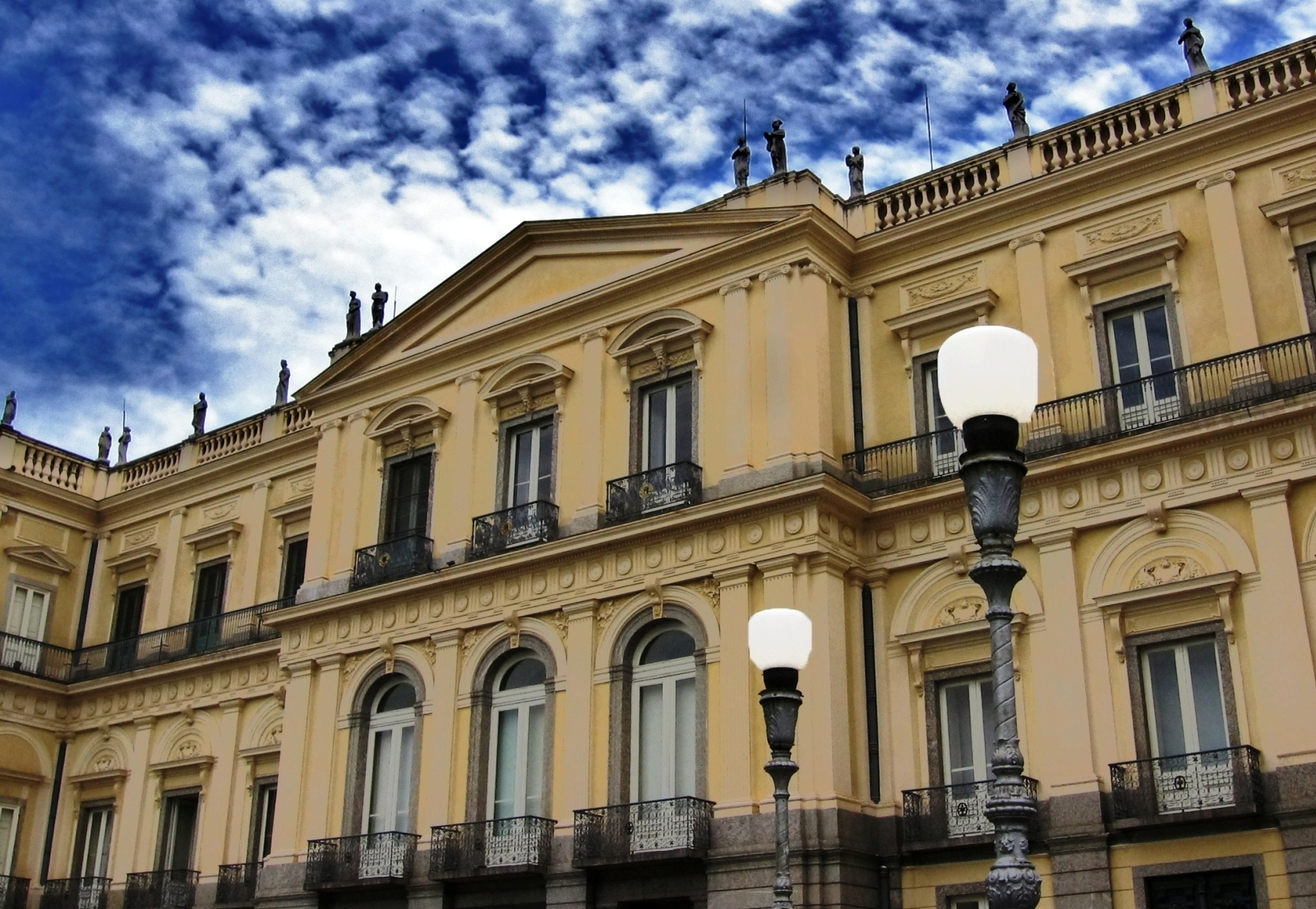
مبنى المتحف الوطني قبل الحريق في عام 2004.

يعود تاريخ المتحف الحالي إلى أوائل القرن التاسع عشر، عندما تُبرِعَ به إلى العائلة المالكة البرتغالية، حيثُ جُدد إلى قصر سانت كريستوفر، وأخذ المتحف الموقع في عام 1892.
بسبب الانخفاض المُستمر في ميزانية المُتحف منذ عام 2014، لم يحصل المُتحف على المبلغ السنوي الذي يتلقاه للصيانة وقدره 520 ألف ريال برازيلي، حيثُ تُوجد علامات واضحة على تدهور حال المُتحف، مثل الأسلاك المكشوفة وتقشُر الجدران. على الرغم من حالة الإهمال الجزئي للمتحف، إلا أنهُ في يونيو 2018، احتفلَ المُتحف بالذكرى السنوية المئتان لتأسيسه.
يدعي نائب مدير المتحف لويز فيرناندو دياس دوارتي، بأنَّ حالة الإهمال الذي تعرض له المتحف كانت خلال الحكومات المتعاقبة، كما قال «لقد ناضلنا لسنواتٍ عديدة مع حكوماتٍ مختلفة للحصول على الموارد الكافية للحفاظ على ما دُمرَ كاملًا»، وقال «شعوري هو الفزع التام والغضب الشديد». لم يظهر أي من وزراء الدولة خلال الاحتفالات بالذكرى السنوية للمتحف في يونيو 2018.
في وقت الحريق، قُدرت مقتنيات المتحف بأكثر من 20 مليون قطعة والتي امتدت على مدى 11000 سنة من التاريخ الدولي.

## الحريق

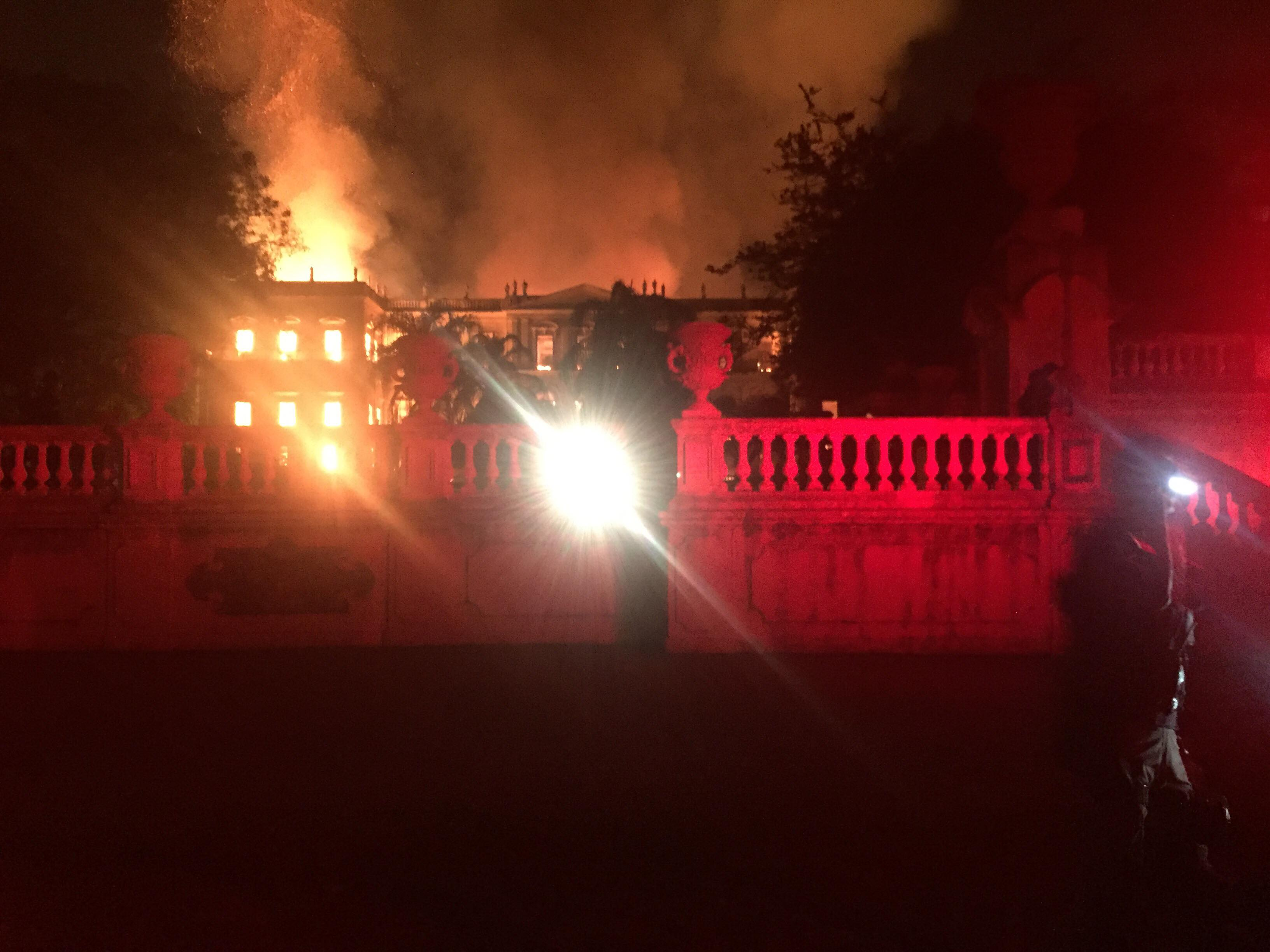
صورة أقرب للمحتف أثناء احتراقه حيث تظهر ألسنة النيران الكبيرة على يسار الصورة.

في 2 سبتمبر 2018 وبَعد إغلاق المُتحف بفترةٍ وجيزة أمام العامة، شبَّت نارٌ كبيرة في الطوابق الثلاثة من مبنى المُتحف الوطني في حديقة كينتا دا بوا فيستا، وقد أُبلغ رجال الإطفاء في الساعة 19:30 بالتوقيت المحلي في البرازيل، ووصلوا سريعًا إلى مكان الحادث.
في الساعة 21:00 خرجَ الحريق عن السيطرة، وحصلت نيرانٌ كبيرة وتفجيراتٌ مفاجئة، كما عمل رجال الإطفاء على محاولة السيطرة على الحريق من الجهات الأربع. تجمهر العديد من الأشخاص بالقرب من كينتا دا بوا فيستا لمشاهدة النيران.
في الساعة 21:15 دخلَ فريقٌ مُتخصص من رجال الإطفاء إلى المبنى، حيثُ عملوا على محاولة حصر المناطق المُعرضة للنيران، وذلك لتقييم مدى الضرر.
بحلول الساعة 21:30، كانت النيران قد اجتاحت المَبنى بأكمله، وكان هُناك مَعرضَين في الجزء الأمامي من المبنى الرئيسي، وكان قد تمكن حراس الأمن الأربعة من الفرار، ولم تكن هناك أي تقارير عن سقوط ضحايا.
في الساعة 21:45 أصبح هُناك عدد من رجال الإطفاء من ثلاث شركات يعملون على إخماد النيران، كما استُخدمت سيارتين إطفاء ذات سلالم دوارة، وكانت تتناوب شاحنة مياه على إمداد رجال الإطفاء بالماء.
في الساعة 22:00، كان هُناك عدد كبير مِن العاملين في المتحف يعملون على مُكافحة النيران، وكان بالفعل قد دُمر طابقين من المبنى وانهارَ السقف. قال أمين المكتبة إدسون فارغاس دا سيلفا والذي عمل مُوظفًا لمدة 43 عامًا في المتحف، وأيضًا كان شاهدًا على التدمير: «هناك الكثير من الورق والأرضيات الخشبية والكثير من الأشياء التي تحترق بسرعة».

## الآثار

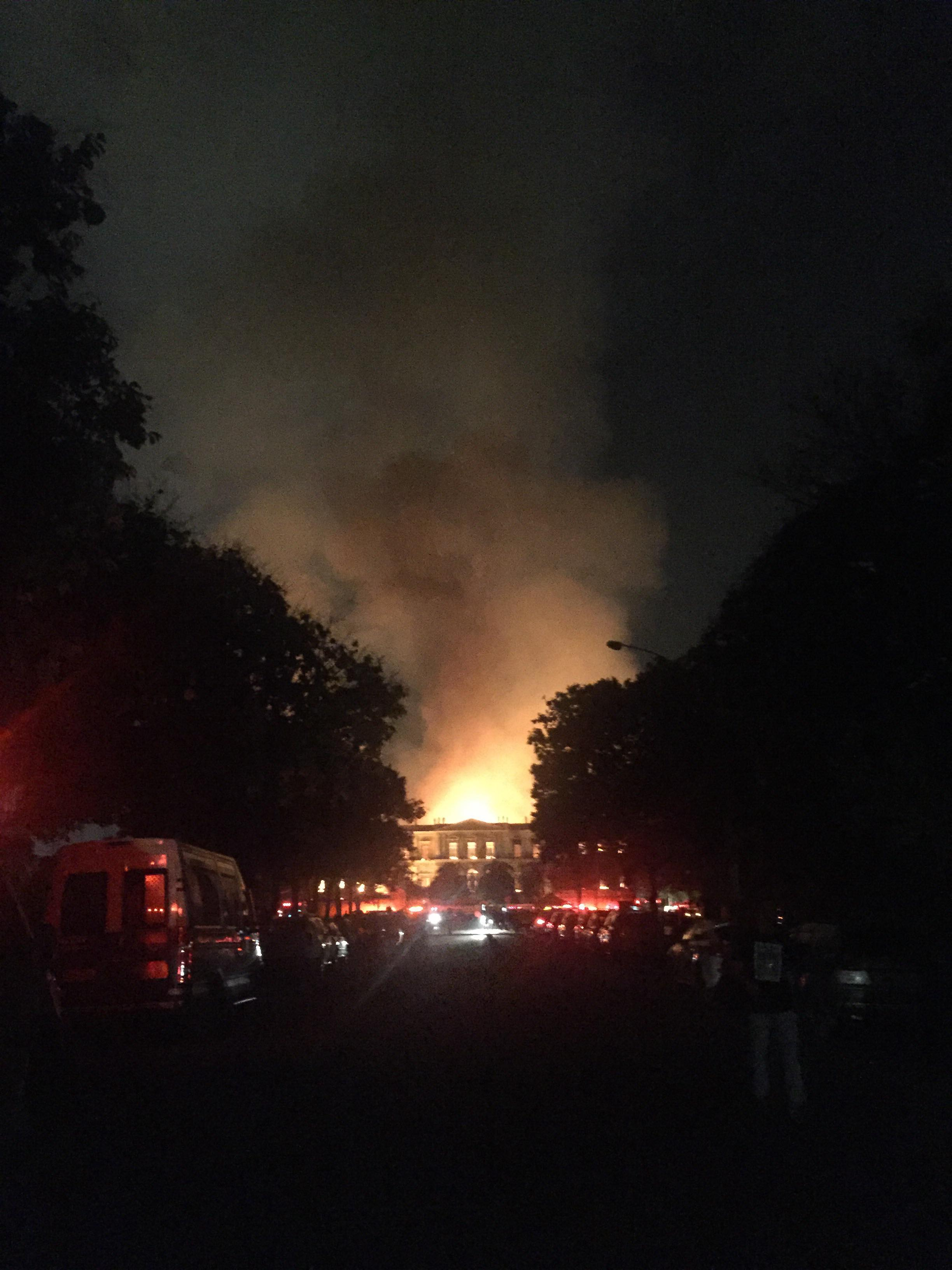
الحريق كما يظهر من الشارع المؤدي للمتحف

لم يتم بَعد الانتهاء من تقييم الضرر وما دُمر؛ وذلك لأنَّ الحريق كان شديدًا للغاية، وكان هُناك خطر حدوث انفجارات. أظهرت الصور على وسائل التواصل الاجتماعي جُزءًا صغيرًا من المقتنيات التي تم إنقاذها من المبنى المحترق.
يقع جزء من مقتنيات المُتحف في مكانٍ آخر، ولم تتأثر بالحريق، ولكن جميع المعروضات قد حُرقت، كما أنَّ حديقة حيوان ريو دي جانيرو والتي تقع قريبة جدًا من المتحف الوطني لم تتضرر من الحريق.
نجى نيزك بنديج وهو أكبر نيزك حديدي عُثر عليه في التربة البرازيلية، من الحريق، ولم يصب بأي أضرار كبيرة.

## ردود الفعل
عَلق كاتيا بوجيا رئيس المعهد الوطني للتراث التاريخي والفني قائلًا: «إنها مأساة وطنية وعالمية. يمكن للجميع أن يروا أن هذه ليست خسارة للشعب البرازيلي فقط، بل للبشرية جمعاء... إنها مأساة مُعلنة، بأنهُ لفترةٍ طويلة كنا نعرف أن التراث الثقافي البرازيلي ليس لديه أي ميزانية».
قال رئيس البرازيل ميشال تامر: «إن خسارة المتحف الوطني لا يمكن تقديرها بالنسبة للبرازيل. اليوم هو يوم مأساوي لمتاحف بلادنا. لقد خسرت البرازيل 200 عام من العمل والبحث والمعرفة. لا يمكن قياس قيمتها التاريخية، وذلك بسبب الأضرار التي لحقت بالمبنى والذي كان يضم العائلة المالكة خلال الإمبراطورية. إنه يوم حزين لكل البرازيليين».
وصفت عالمة البيئة والسياسية البرازيلية مارينا سيلفا الحريق بأنه «عملية جراحية دماغية دقيقة في الذاكرة البرازيلية».
أرسلت المكتبة البريطانية تعازيها للخسارة الكبيرة: «قلوبنا مع موظفي ومستخدمي المتحف الوطني في البرازيل. هذا تذكير بهشاشة ونفاسة تراثنا العالمي المشترك.» كما أرسل متحف التاريخ الطبيعي في لندن ومتحف جامعة أوكسفورد للتاريخ الطبيعي ومتحف أونتاريو الملكي في تورنتو تعازيهم.